# تاريخ اليهود في الألزاس

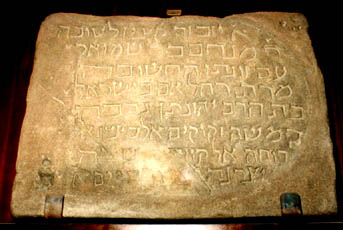
لوحة حجرية تخلد ذكرى التبرعات التي قدمت إلى كنيس يهودي في ستراسبورغ في القرن الثاني عشر

تاريخُ اليهود في الألزاس يعودُ إلى أقدمِ عصورِ أوروبا، إذ وُثِّقَ أولَ مرةٍ عامَ خمسٍ وستينَ بعدَ الألفِ الميلادية، على يدِ بنيامين توديلا، الذي أوردَ في كتابتِه ذكرَ "جمعٍ كثيرٍ من الرجالِ العلماء" في "أسترانسبورغ". ويُفترضُ أنَّ هذا التاريخَ يرجعُ إلى نحوِ عام 1000 بعدَ الميلاد. على الرغمِ من أنَّ حياةَ اليهودِ في الألزاسِ كانت محفوفةً بالاضطراباتِ، إذْ شهدتْ مذابح متكررةً خلالَ العصورِ الوسطى، وتعرَّضتْ للقيودِ الشديدةِ التي كَبَّلتِ التجارةَ والحركةَ، فإنَّ وجودَهم فيها ظلَّ مستمرًّا منذُ أولِ تدوينٍ له. وفي ذروةِ حضورِهم، بلغَ عددُ الجاليةِ اليهوديةِ في الألزاسِ خمسةً وثلاثينَ ألفَ نفسٍ عامَ سبعينَ وثمانمائةٍ بعدَ الألفِ الميلادية.

## اللغة والأصول
اللغةُ التي نطقَ بها يهودُ الألزاسِ قديمًا كانت لهجةً من اليديشية ، تُعرفُ باليديشية الألزاسية ( Yédisch-Daïtsch )،  وهي مزيجٌ أُصِّلَ من من الألمانية العليا الوسطى ، والألزاسية القديمة ، والعبرية في العصور الوسطى ، والآرامية، حتى اختلطتْ عناصرُها وصارتْ لا تُميَّزُ كثيرًا عن اليديشيةِ الغربية. ومنذُ القرنِ الثانيَ عشر، وبسببِ أثرِ مدرسةِ راشي القريبة، انضمتْ عناصرُ فرنسيةٌ إلى تلك اللغة، ثم جاءَ القرنُ الثامنَ عشر، فَتَدَفَّقَتْ الهجرةُ إليها، فأدخلتْ عناصرَ بولندية في نسيجِ اليديشية-الدايتشية. لكنَّ هذه اللغةَ الألزاسيةَ اليهوديةَ انقرضتْ حولَ عامِ ألفٍ وتسعمائةٍ وثلاثين، رغمَ أنَّ آثارَها المدوَّنةَ تعودُ إلى القرنِ الثامنَ عشر.

## معاداة السامية في العصور الوسطى ومذبحة عام 1349

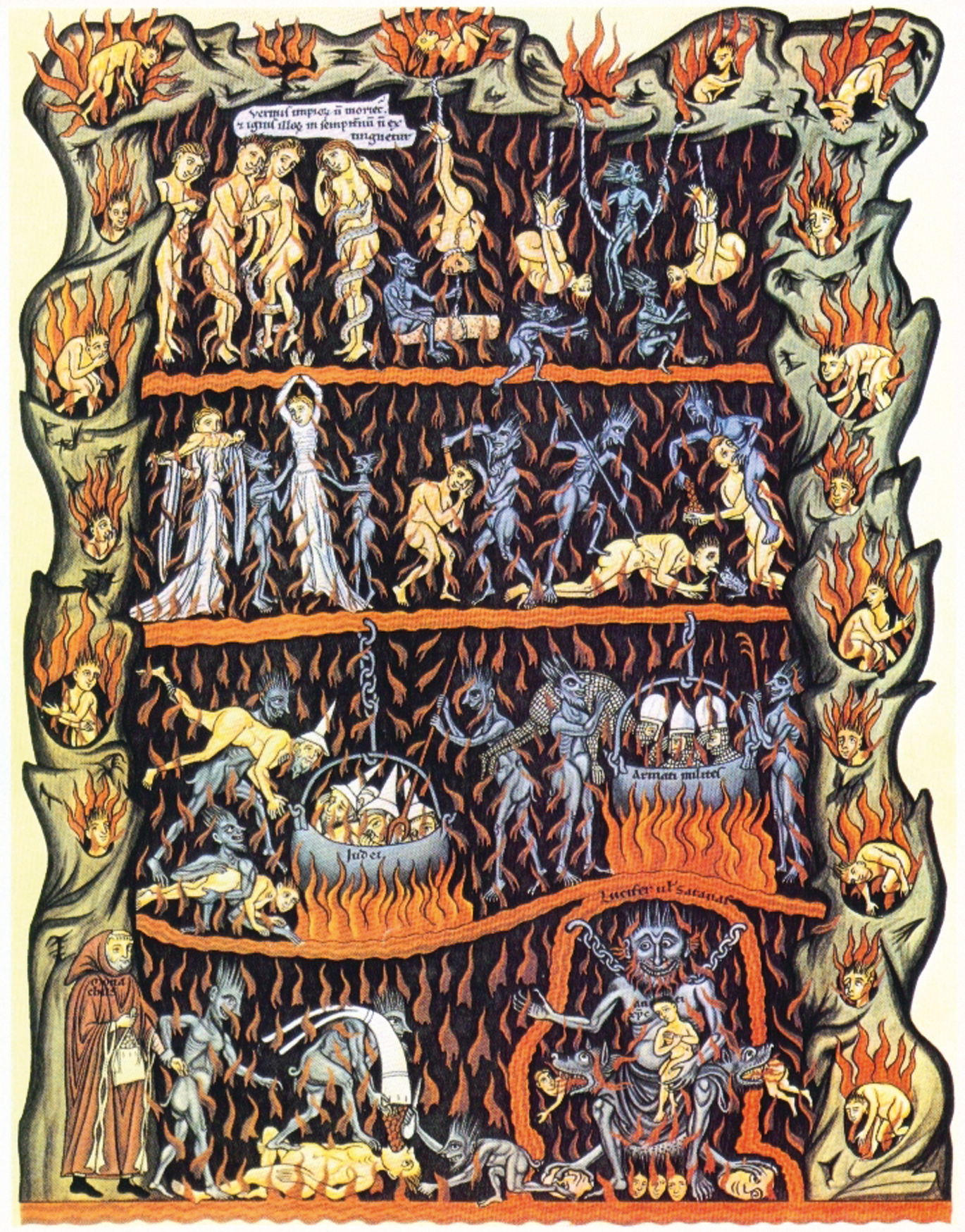
قدرٌ يغلي باليهودِ (مرتدينَ قبعاتٍ بيضاءَ مدببة) يحترقونَ في الجحيم، رسمٌ توضيحيٌّ يعودُ إلى القرنِ الثاني عشرِ من كتابِ "Hortus deliciarum"
تتجلى في هذا الوصفِ مشاهدُ مروِّعةٌ من التاريخِ المظلمِ الذي طغتْ عليه الكراهيةُ والعنفُ، حيثُ يُصوَّرُ اليهودُ في مشاهدَ رمزيةٍ تعكسُ النظرةَ العدائيةَ لهم خلالَ العصورِ الوسطى. ويُذكرُ أنَّ عامَ 1349 شهدَ واحدةً من أشدِّ المجازرِ الدمويةِ، إذْ قُتلَ مئاتٌ من اليهودِ في موجةِ اضطهادٍ تحتَ ذريعةِ اتهامِهم بنشرِ الطاعونِ الأسودِ.

نجَتْ في طياتِ الفنِّ الألزاسيِّ من عصورِ الوسطى تمثيلاتٌ مهينةٌ لليهود، تُظهِرُهم غالبًا مُتوَّجينَ بالقبعةِ ثلاثيةِ الرؤوسِ المميزة. ولا يزالُ أثرُها باقياً يُرى في المواقعِ حتى اليوم، لا سيما على طبلِ الأذنِ في كنيسةِ Église Saints-Pierre-et-Paul الرومانية في سيجولسهايم، وعلى سقفِ كنيسةِ Église Saints-Pierre-et-Paul في روشيم، وكنيسةِ Église Saint-Léger في جيبويلير، وكلاهما من الطرازِ الرومانسكي، حيثُ يظهرُ تمثيلُ يهوديٍّ جالسٍ يحملُ محفظةَ نقودٍ. كذلك تظهرُ على كاتدرائية ستراسبورغ وعلى الكنيسةِ القوطية Collégiale Saint-Martin في كولمار تمثيلانِ مختلفانِ لـ Judensau.
وقد بقيتْ تمثيلاتٌ أخرى من تلك العصورِ عبرَ نسخٍ من كتابِ Hortus deliciarum، وجُزُرٍ معماريةٍ محفوظةٍ في متحفِ Œuvre Notre-Dame. كما تجلَّتْ في نوافذٍ زجاجيةٍ ملوَّنةٍ بكنيسةِ نيدرهاسلاش، وفي رسومٍ جداريةٍ بكنيسةِ سانت ميشيل في ويترسويلر، وفي زخارفِ النسيجِ بكنيسةِ سانت بيير إيه بول في نيوويلر ليه سافيرن، صورٌ تصفُ اليهودَ بألبستِهم التقليديةِ بأسلوبٍ يفيضُ بالتقبيح.
في عامِ ستةٍ وثمانينَ بعد المائتينِ والألفِ، زُجَّ الحبرُ "مائير من روتنبورغ"، أحدُ أعلامِ اليهودِ في زمانِه، في غيابةِ السجنِ على يدِ ملكِ الألمانِ، محبوسًا في قلعةٍ قربَ إنسيزهايم. وفي عامِ تسعةٍ وأربعينَ بعد الثلاثمائةِ والألفِ، نُسبَ زورًا إلى يهودِ الألزاسِ أنهم دسُّوا السمَّ في الآبارِ، ناشرينَ الطاعون. وفي اليومِ الرابعِ عشرَ من فبراير، يومِ القديسِ فالنتاين، أُزهِقتْ أرواحُ مئاتٍ من اليهودِ في مذبحةِ ستراسبورغ.
ثم جاءَ النهيُ ليُحرِّمَ على اليهودِ الإقامةَ في البلدةِ، وكانتْ تُذكِّرُهم أجراسُ الكاتدرائيةِ كلَّ مساءٍ عندَ الساعةِ العاشرةِ، ويُرافقُها منادي المدينةِ ينفخُ في "غروزلهورن" إيذانًا لهم بالمغادرةِ. فانصرفَ يهودُ الألزاسِ إلى القرى المجاورةِ والبلداتِ الصغيرةِ، حيثُ احترفَ كثيرٌ منهم تجارةَ الأقمشةِ، يُعرفونَ بـ"شماطيهندلر"، أو انصرفوا إلى بيعِ الماشيةِ، يُطلقُ عليهم "بهيمهندلر".

## العصور الحديثة المبكرة
برزَ في صفوفِ اليهودِ في الألزاسِ وخارجَها رجلٌ عظيمُ القدرِ والسياسةِ، ألا وهو "جوسيل من روشيم"، الذي طالَ عهدُه في خدمةِ قومِه بصفته "شتادلن". وفي عامِ عشرٍ وخمسمائةٍ وألفٍ، جُعلَ "بارناس أومانهج"؛ أي القائدَ المرشدَ الموثوقَ لجماعاتِ اليهودِ في ألزاسِ السفلى، ثم ارتقى مكانتَه ليصبحَ المفضلَ لدى إمبراطورِ الرومانِ المقدسِ في قضايا اليهودِ، حتى صارَ أعظمَ شافعٍ لهم، وأرفعَ من تحدثَ باسمِهم في المحافلِ الكبرى.

## الحكم الفرنسي حتى عام 1871
حينَ ضُمَّت الألزاسُ إلى فرنساَ في عامِ ألفٍ وستمائةٍ وواحدٍ وثمانين، أُعيدَ الكاثوليكيةُ إلى مقامِها بوصفِها التيارَ المسيحيَّ الرئيسَ. غيرَ أنَّ الحظرَ المفروضَ على استيطانِ اليهودِ في ستراسبورغ، والضرائبَ الخاصةَ التي أثقلتْ كواهلَهم، لم تُرفَعْ عنهم. وفي القرنِ الثامنَ عشرَ، برزَ "هيرتس سيرفبير من ميدلسهايم"، التاجرُ النافذُ والمحسنُ الكريمُ، ليكونَ أولَ يهوديٍّ يُؤذَنُ له بالاستقرارِ في عاصمةِ الألزاسِ من جديد. ثم جاءتْ الثورةُ الفرنسيةُ لتفتحَ أبوابَ البلدةِ أمامَ اليهودِ، مُجيزةً لهم العودةَ إلى سكناها.
بحلولِ عامِ ألفٍ وسبعمائةٍ وتسعين، كانَ عددُ اليهودِ في الألزاسِ يقاربُ اثنينَ وعشرينَ ألفًا وخمسمائة، ما يُعادلُ نحوَ ثلاثةِ بالمئةِ من سكانِ الإقليمِ. وبلغَ عددُ اليهودِ في لورين المجاورةِ سبعةَ آلافٍ وخمسمائة، فاجتمعوا معًا ليشكلوا ثلاثةَ أرباعِ الأربعينَ ألفَ نفسٍ من اليهودِ المقيمينَ في فرنساَ آنذاكَ.
وقد كانوا معزولينَ عزلًا شديدًا، يُحاصرُهم القوانينُ القديمةُ المعاديةُ لليهودِ. حافظوا على عاداتِهم ولغتِهم وتقاليدِهم التاريخيةِ في أحيائهم المتماسكةِ المحكمةِ الغلقِ، وظلوا ملتزمينَ بشريعةِ اليهودِ. لم يُؤذَنْ لهم بالإقامةِ في معظمِ المدنِ، فانتشروا في مئاتٍ من القرى والمزارعِ الصغيرةِ. كذلك حُرِّمَتْ عليهم معظمُ المهنِ، فانصرفوا إلى التجارةِ والخدماتِ، لا سيما الإقراضِ بالربا، حيثُ موَّلوا نحوَ ثلثِ الرهوناتِ العقاريةِ في الألزاسِ.
وقد عمدَ فلاسفةُ التنويرِ الفرنسيِّ، كـ"دينيس ديدرو" و"فولتير"، إلى السخريةِ من اليهودِ الفرنسيِّينَ، ووصموهم بالبغضاءِ والجشعِ والتخلُّفِ الثقافيِّ. وفي عامِ ألفٍ وسبعمائةٍ وسبعةٍ وسبعين، زوَّرَ قاضٍ محليٌّ مئاتِ الإيصالاتِ وأعطاها للفلاحينَ الكاثوليكِ، ليدَّعي أنهم قدْ سدَّدوا ديونَهم للمرابينَ اليهودِ. فاحتجَّ اليهودُ على هذا الظلمِ، وألَّفَ مسؤولٌ بروسيٌّ يُدعى "كريستيان فيلهلم فون دوم" كتيبًا بالغَ التأثيرِ بعنوانِ "في الإصلاحِ المدنيِّ لليهودِ" عامَ ألفٍ وسبعمائةٍ وواحدٍ وثمانين، فكانَ دعامةً كبرى لحركةِ تحريرِ اليهودِ في ألمانيا وفرنسا.
نما التسامحُ الدينيُّ في زمنِ الثورةِ الفرنسيةِ، فنالتْ البروتستانتُ التحريرَ الكاملَ عامَ ألفٍ وسبعمائةٍ وتسعةٍ وثمانين، ثم اليهودُ السفارديمُ في العامِ الذي تلاه، وأخيرًا اليهودُ الأشكنازُ في الألزاسِ ولورينَ عامَ ألفٍ وسبعمائةٍ وواحدٍ وتسعين. وحينَ أسَّسَ نابليون "السانهدرينَ الأعظم" عامَ ألفٍ وثمانمائةٍ وستة، جعلَ الحاخامَ الأكبرَ لستراسبورغ، "يوسف ديفيد سينزهايم"، أولَ رئيسٍ له.
غيرَ أنَّ الكراهيةَ لليهودِ أخذتْ تنمو، فانقلبَ نابليونُ عليهم في ذاتِ العامِ، مُعلِنًا وقفَ سدادِ الديونِ المستحقةِ لهم. ثم في عامِ ألفٍ وثمانمائةٍ وثمانية، فرضَ قيودًا صارمةً على إقراضِ المالِ، وحدَّدَ نسبةَ الفائدةِ بخمسةِ بالمئةِ. ومعَ سقوطِ نابليون، انهارتْ مراسيمُه، لكنَّ بذورَ الكراهيةِ ظلتْ كامنةً.
وفي الحقبةِ بين عامِ ألفٍ وثمانمائةٍ وثلاثينَ وألفٍ وثمانمائةٍ وسبعين، أحرزَ اليهودُ من الطبقةِ الوسطى في المدنِ تقدمًا كبيرًا نحوَ الاندماجِ والتكيُّفِ الثقافيِّ، فيما خفتتْ مظاهرُ الكراهيةِ ضدَّهم بشكلٍ ملحوظٍ. وفي عامِ ألفٍ وثمانمائةٍ وواحدٍ وثلاثين، بادرتِ الدولةُ إلى دفعِ رواتبِ الحاخاماتِ الرسميِّينَ، وفي عامِ ألفٍ وثمانمائةٍ وستةٍ وأربعين، أُلغِيَ القسمُ الخاصُّ الذي كان يُفرضُ على اليهودِ في المحاكمِ.
رغمَ ذلك، اندلعتْ أعمالُ شغبٍ معاديةٌ لليهودِ من حينٍ لآخرَ، لا سيما خلالَ ثورةِ ألفٍ وثمانمائةٍ وثمانيةٍ وأربعين. وفي عامِ ألفٍ وثمانمائةٍ وأربعةٍ وخمسين، تولَّى "إسحاق شتراوس" قيادةَ أوركسترا حفلاتِ الأوبرا وحفلاتِ التيوليري، حتى أبدلتْه الإمبراطورةُ "أوجيني دي مونتيخو" بـ"إميل فالدتوفل" عامَ ألفٍ وثمانمائةٍ وسبعةٍ وستين.
وفي تلكَ الحقبةِ التي سبقتْ عامَ ألفٍ وثمانمائةٍ وسبعين، اعتنقَ كثيرٌ من اليهودِ المسيحيةَ، ومنهم "ديفيد بول دراش" عامَ ألفٍ وثمانمائةٍ وثلاثةٍ وعشرين، و"فرانسيس ليبرمان" عامَ ألفٍ وثمانمائةٍ وستةٍ وعشرين، و"ألفونس راتيسبون" عامَ ألفٍ وثمانمائةٍ واثنين وأربعين.
ومعَ ضمِّ الألزاسِ إلى ألمانياَ عامَ ألفٍ وثمانمائةٍ وواحدٍ وسبعينَ، وظلتْ تحتَ حكمِها حتى عامِ ألفٍ وتسعمائةٍ وثمانيةَ عشرَ، خفتتْ مظاهرُ العنفِ ضدَّ اليهودِ بشكلٍ ملحوظٍ.

## قضية دريفوس

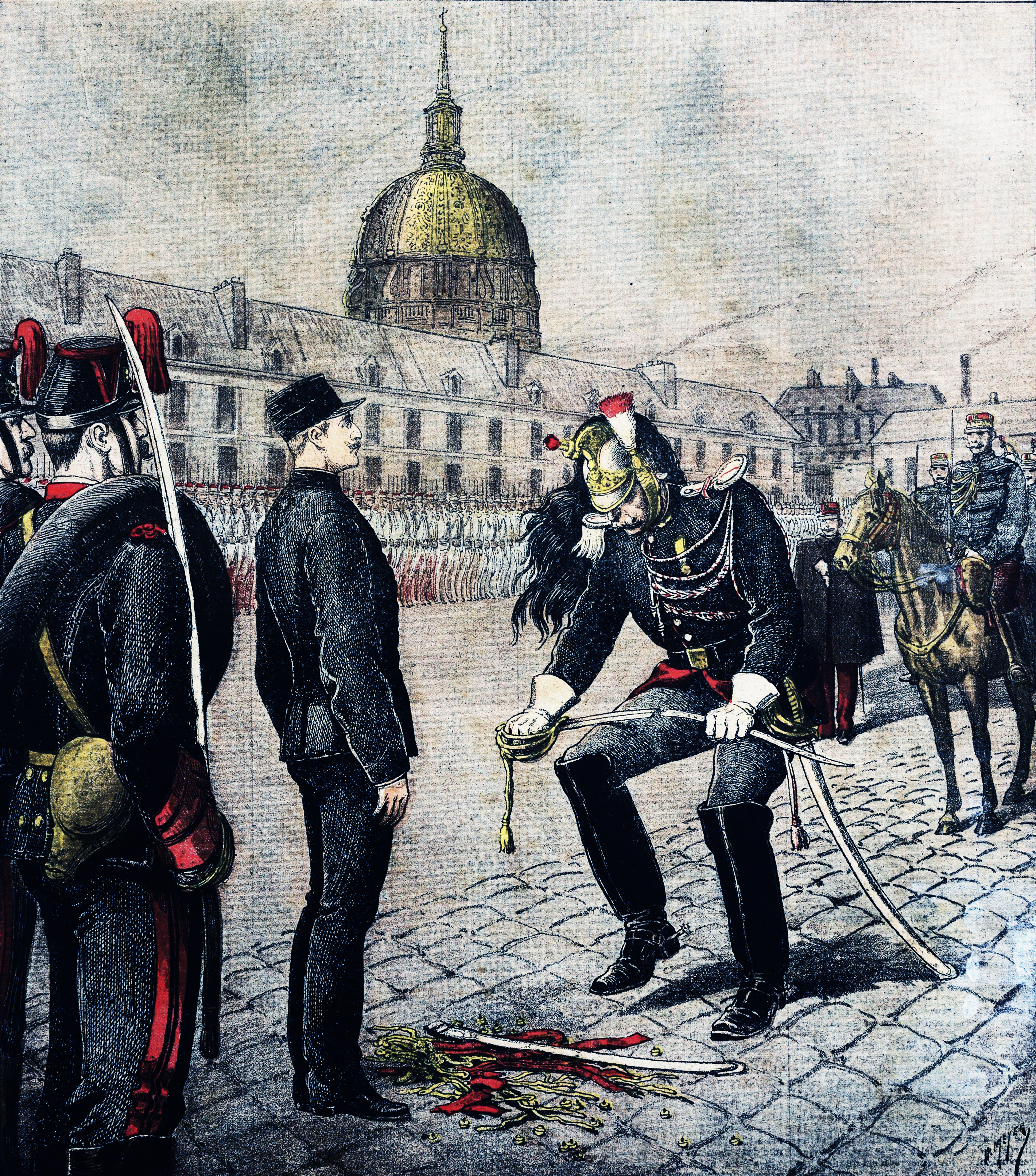
إهانة ألفريد دريفوس، 5 يناير 1895

رغمَ أنَّ قضيةَ "دريفوس" (1894–1906) جرتْ في عمومِها على أرضِ فرنساَ، وكانت الألزاسُ آنذاكَ تحتَ الحكمِ الألمانيِّ، إلا أنَّ أصداءَها لامستْ حالًا اليهودَ في الألزاسِ. فقد كانَ "ألفريد دريفوس" مولودًا في مولوز، فعدَّه المحافظونَ الفرنسيونَ مشبوهًا، إذْ نُسبَتْ إليه ميولٌ فطريةٌ تُجاهَ العدوِّ الألمانيِّ بحكمِ كونِه من أهلِ الألزاسِ ويهوديًّا في آنٍ واحدٍ، ليُتَّهَمَ بذلكَ بخيانةٍ مضاعفةٍ.
وكانَ من أشدِّ المدافعينَ عن المتهمِ بالخيانةِ ابنُ مدينتِه "أوغست شورير-كستنر"، الكيميائيُّ والصناعيُّ والسياسيُّ والمحسنُ غيرُ اليهوديِّ. وبرزَ كذلكَ في أروقةِ تلكَ القضيةِ الجنرالُ "جورج بيكوار"، المولودُ في ستراسبورغ، والذي وقفَ مدافعًا عن قضيةِ "دريفوس" بكلِّ ما أُوتِيَ من عزمٍ وقوةٍ.

## 1940–1945

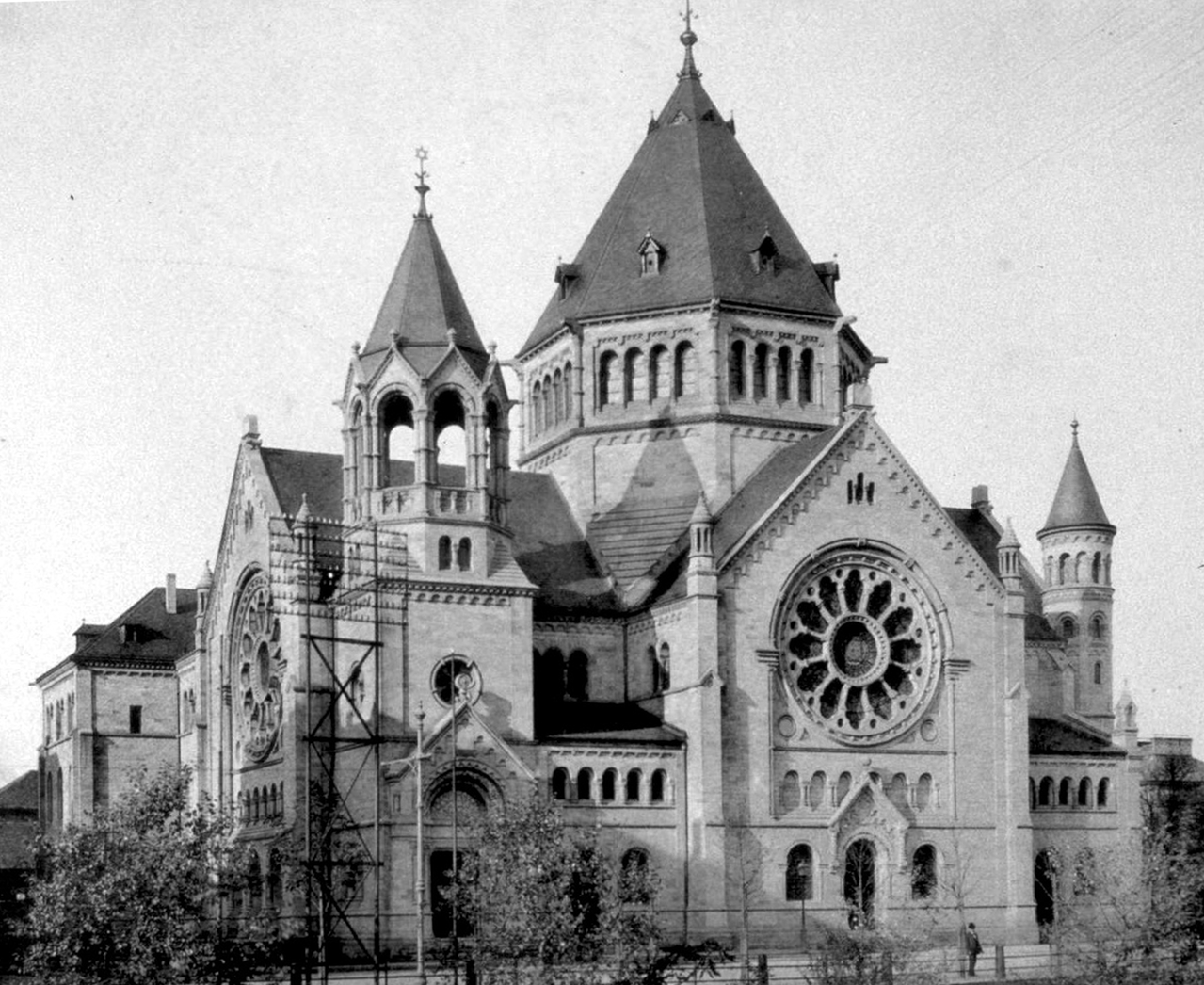
كنيس كي كليبر ، ستراسبورغ ، افتتح في عام 1898، وأحرقه النازيون وهدموه في عامي 1940 و1941

في عامِ ألفٍ وتسعمائةٍ وتسعةٍ وثلاثين، كانَ يقطنُ الألزاسَ ولورينَ نحوَ عشرينَ ألفَ يهوديٍّ. ومعَ اندلاعِ الحربِ العالميةِ الثانيةِ في الثالثِ من سبتمبرَ من العامِ نفسِه، شرعتْ الحكومةُ الفرنسيةُ فورًا في إجلاءِ اليهودِ من تلكَ المناطقِ.
فتمَّ نقلُ نحوِ أربعةَ عشرَ ألفًا منهم إلى "بيريغو" و"ليموج" في جنوبِ غربِ فرنسا، بعيدًا عن حدودِ ألمانيا. ومعَ اجتياحِ ألمانياَ وفرنساَ وهزيمتِها في مايو عامَ ألفٍ وتسعمائةٍ وأربعين، فرَّ نحوُ خمسةِ آلافِ يهوديٍّ إضافيٍّ إلى جنوبِ فرنساَ، طلبًا للأمانِ بعيدًا عن ويلاتِ الحربِ.
بموجبِ شروطِ هدنةِ الثاني والعشرينَ من يونيو عامَ ألفٍ وتسعمائةٍ وأربعين، أصبحتْ الألزاسُ جزءًا من منطقةِ الاحتلالِ الألمانيِّ. وفي الخامسَ عشرَ من يوليو من العامِ نفسِه، أُجبرَ معظمُ اليهودِ الألزاسيِّينَ الباقينَ، وعددُهم نحوُ ثلاثةِ آلافٍ، على مغادرةِ منازلِهم، حيثُ قامتِ السلطاتُ الألمانيةُ بترحيلِهم إلى مناطق فيشي في فرنسا.
وأعلنَ الألمانُ حينها أنَّ الألزاسَ ولورينَ قدْ أصبحتا "يودنراين"، أي "مطهرتينِ من اليهودِ".
على خلافِ معظمِ المناطقِ الفرنسيةِ التي احتلتها ألمانيا، كانت الألزاسُ بحلولِ عامِ ألفٍ وتسعمائةٍ واثنين وأربعين قد أُلحِقَت فعليًّا بألمانيا. فقد أُصدرَ مرسومٌ جعلَ سكانَ الألزاسِ مواطنينَ ألمانًا، وأصبحتِ الألزاسُ رسميًّا جزءًا من الوحدةِ الإداريةِ (غاو) المعروفةِ بـ"بادن-إلساس".
وخلالَ الحربِ العالميةِ الثانيةِ، أنشأتْ ألمانيا معسكرَ الاعتقالِ "ناتزفايلر-ستروتهوف" في الألزاس. كما تولَّى "أوغست هيرت" إدارةَ معهدٍ في جامعةِ ستراسبورغ النازيةِ، واشتهرَ بسمعتِه السيئةِ نتيجةَ تجاربِه على سجناءِ معسكراتِ الاعتقالِ، وسعيِه لإنشاءِ مجموعةٍ من جماجمِ اليهودِ.
يزعمُ أنَّ العديدَ من اليهودِ الألزاسيينَ الذين نُقلوا إلى المناطقِ الغربيةِ من البلادِ قد اعتُقلوا ورُحِّلوا في نهايةِ المطافِ. وتُقدَّرُ الأرقامُ بأنَّ نحوَ ألفينِ وستمائةٍ وخمسةٍ من يهودِ باس رين، وألفٍ ومئةٍ من يهودِ هوت رين، قد قُتلوا خلالَ الهولوكوستِ.
رجالُ أعمالٍ مثل "ثيوفيل بادر"، مؤسسُ متاجرِ Galeries Lafayette، و"بيير ويرتيمر"، مؤسسُ شركةِ التجميلِ الفرنسيةِ بورجوا وشريكُ "كوكو شانيل"، وألبرت كان، المصرفيُّ والمحسنُ، كانوا ليواجهوا مصادرةَ ممتلكاتِهم أو الترحيلَ إلى معسكراتِ الموتِ، لولا أنهم تمكَّنوا من الهربِ في الوقتِ المناسبِ.

## اليهود في الألزاس اليوم
بعدَ حربِ الجزائرِ التي اندلعتْ وانتهتْ في عامِ 1962، وفدتْ إلى الألزاسِ جماعاتٌ من اليهودِ السفارديمِ القادمينَ من شمالِ إفريقيا. وبحلولِ عامِ 2000، بلغَ عددُ اليهودِ السفارديمِ في ستراسبورغَ نحوَ أربعةِ آلافِ نسمةٍ، مشكِّلينَ ما يزيدُ قليلًا عن خمسةٍ وعشرينَ بالمئةِ من إجماليِّ عددِ اليهودِ في المدينةِ.
وفي عامِ 2001، شكَّلَ السفارديمُ نحوَ خمسةٍ وعشرينَ بالمئةِ من بينِ خمسمائةِ عائلةٍ يهوديةٍ في مولوز.
في العصرِ الحديثِ، شهدتِ اللهجةُ والثقافةُ المميزةُ ليهودِ الألزاسِ تراجعًا ملحوظًا بينَ أفرادِ المجتمعِ اليهوديِّ الألزاسيِّ. يُعزى ذلكَ إلى تركيزِ المجتمعِ على الاندماجِ في الثقافةِ الفرنسيةِ، مع إهمالِ الحفاظِ على ثقافتِهم وهويتِهم الخاصةِ.

## عرض تاريخ وتراث اليهود الألزاسيين

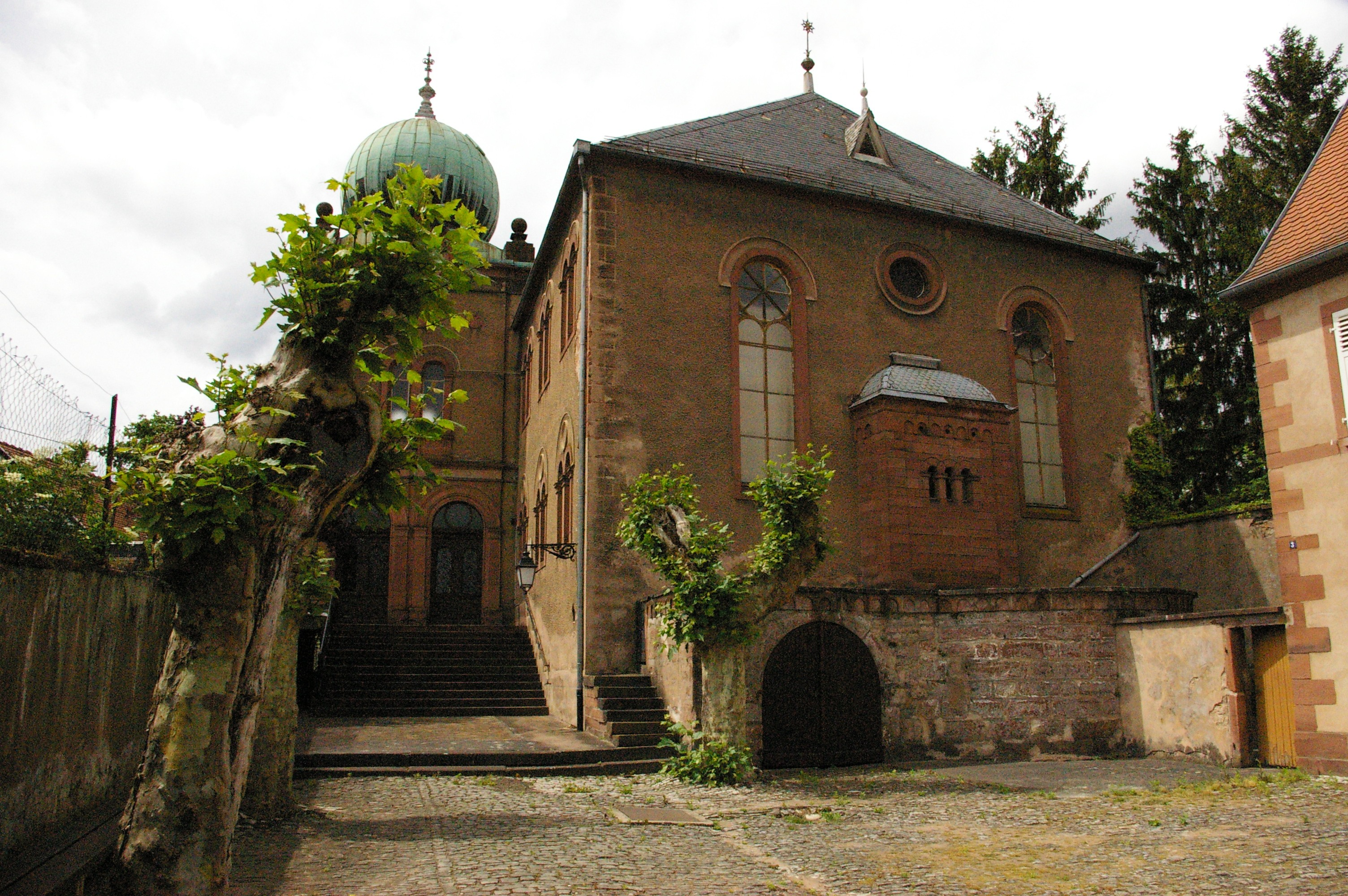
تم بناء كنيس إنجويلر المهجور الآن في عام 1822 على أنقاض قلعة من العصور الوسطى، وتم توسيعه في عام 1891.

تُقدَّمُ لمحاتٌ من تاريخِ وثقافةِ يهودِ الألزاسِ من خلالِ مجموعاتٍ من القطعِ الأثريةِ والعناصرِ المعماريةِ المعروضةِ في عددٍ من المتاحفِ، منها متحف يهودِ الألزاسِ في بوكسويليربمنطقةِ باس رين، ومتحف الحمام الطقسي اليهودي (الميكفاه) في بيستشهيم، والمتحف الألزاسي ومتحف ستراسبورغ التاريخي، والمتحف التاريخي في هاجنو، ومتحف الفنون والتقاليد الشعبية في مارموتير، ومتحف فيو سولز في سولز-هوت رين، ومتحف بلاد زورن في هوتشفيلدين، ومتحف الصور الشعبية في بفافنهوفن، ومتحف بارتولدي في كولمار.
في عامِ 1984، تمَّ اكتشافُ موقعِ ميكفاه يعودُ إلى العصورِ الوسطى ضمنَ مجموعةٍ من المنازلِ في مدينةِ ستراسبورغ، وقد أُدرجَ لاحقًا في قائمةِ الحكومةِ للمعالم التاريخية.
في عامِ 1996، أطلقتْ منظمةُ بني بريث في منطقةِ باس رين، بالتعاونِ مع الوكالةِ المحليةِ لتطويرِ السياحةِ، اليومَ الأوروبيَّ السنويَّ للثقافةِ اليهوديةِ. يُقامُ هذا الحدثُ اليومَ في سبعٍ وعشرينَ دولةً أوروبيةً، منها تركيا وأوكرانيا. وكانَ الهدفُ الأصليُّ لهذا اليومِ هو فتحَ أبوابِ المعابدِ اليهوديةِ المهجورةِ ذاتِ القيمةِ المعماريةِ، وتشجيعَ ترميمِها، مثلَ تلكَ الموجودةِ في ولفيشيم، ويسثوفين، بفافنهوفن، ستروت (الراين الأسفل)، ديميرينغين، إنغويلر، ماكينهيم.

## مشاهير اليهود المولودين في الألزاس
- ليليان أكرمان
- ثيوفيل بادر
- هانز بيث
- جوستاف بلوخ
- موسى بلوم
- مارسيل كاهن
- ألفريد دريفوس
- عائلة لويس دريفوس
- ألبرت كان (مصرفي)
- فريدريش فيلهلم ليفي
- موريس ليفي
- مارسيل مارسو
- إميل فالدتيفيل
- وليام وايلر

## معرض الصور

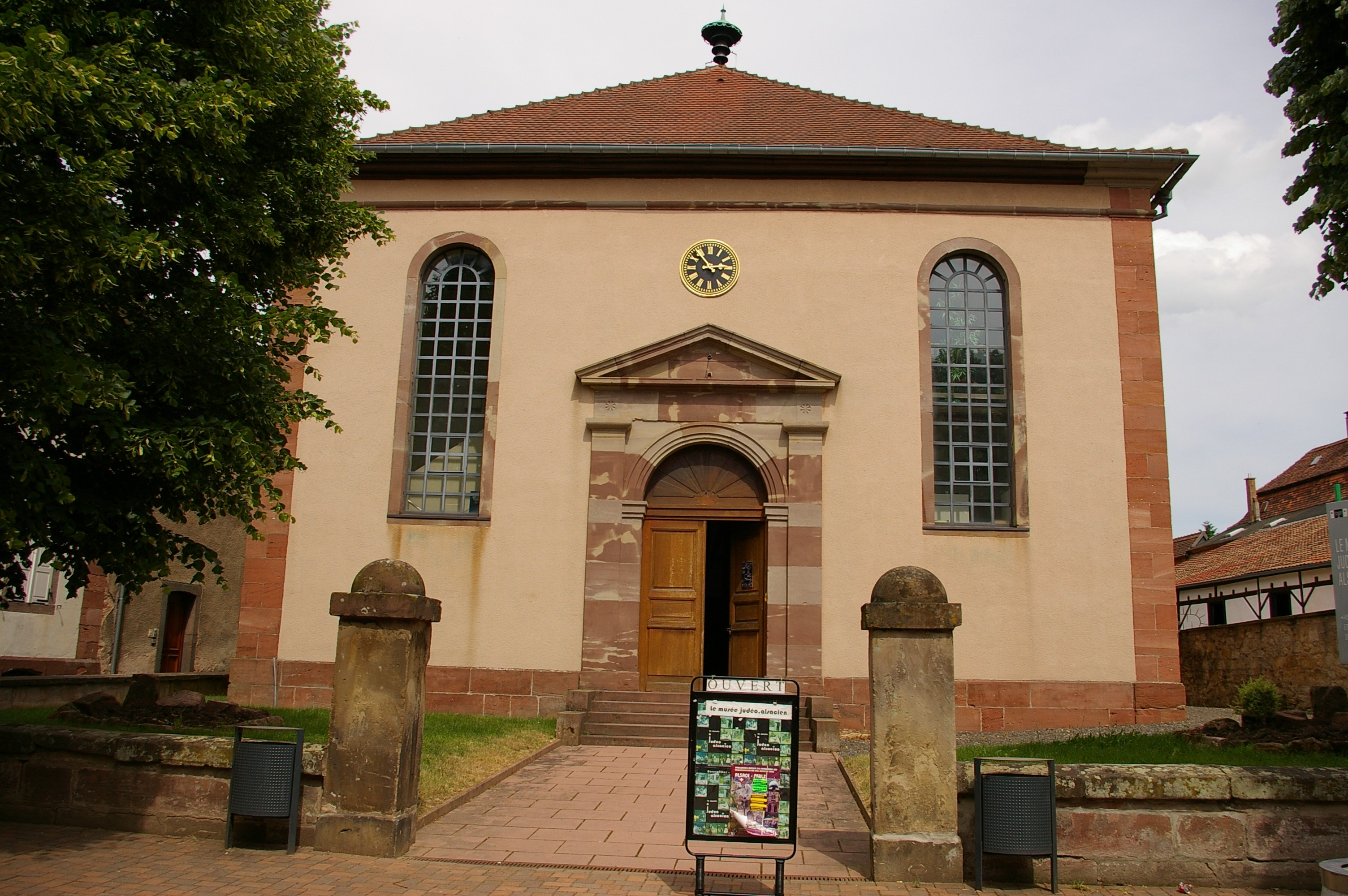
متحف اليهودية الألزاسية في الكنيس السابق (1842)، بوكسويلر، باس رين
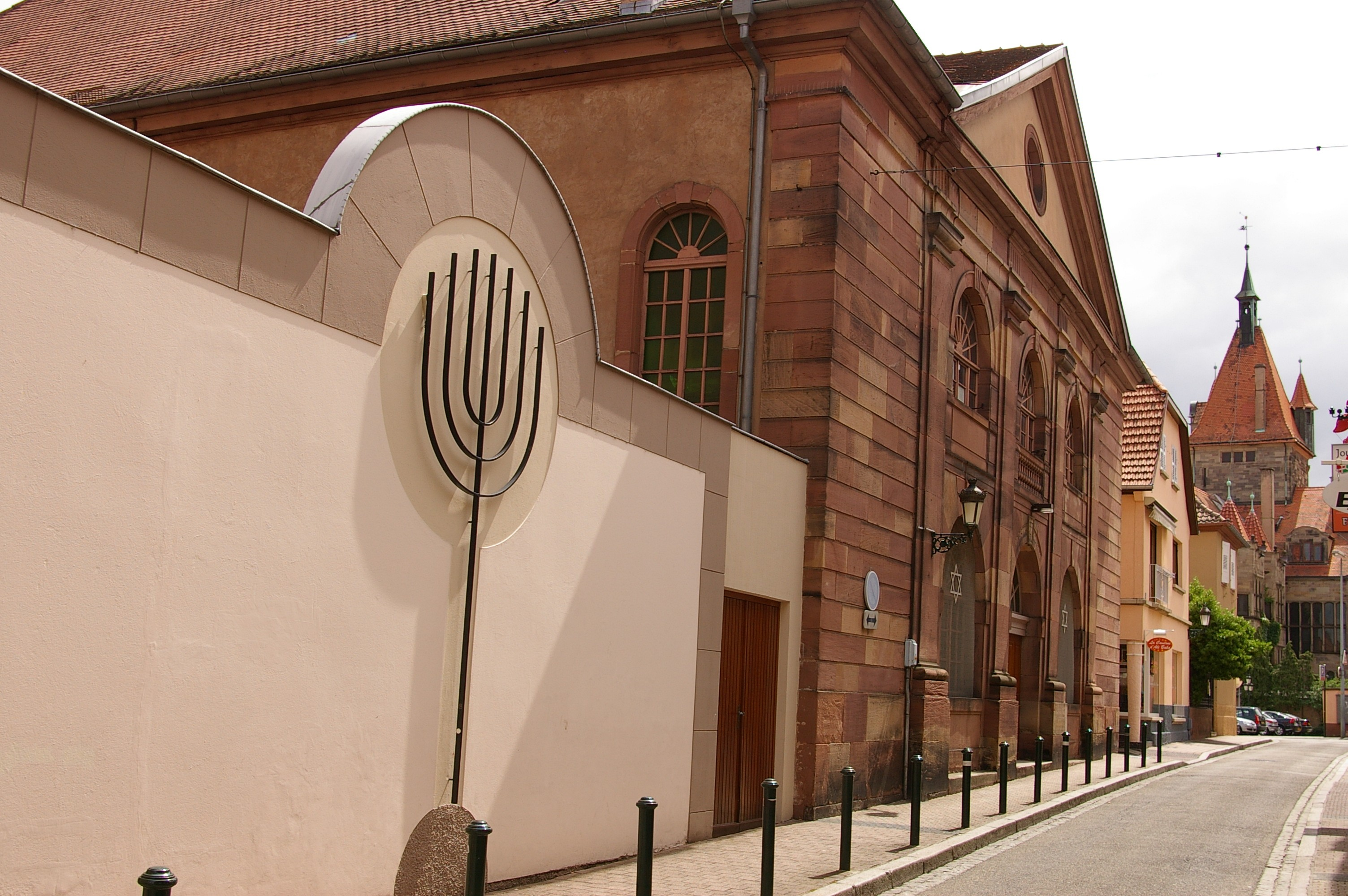
كنيس هاجيناو (1820)
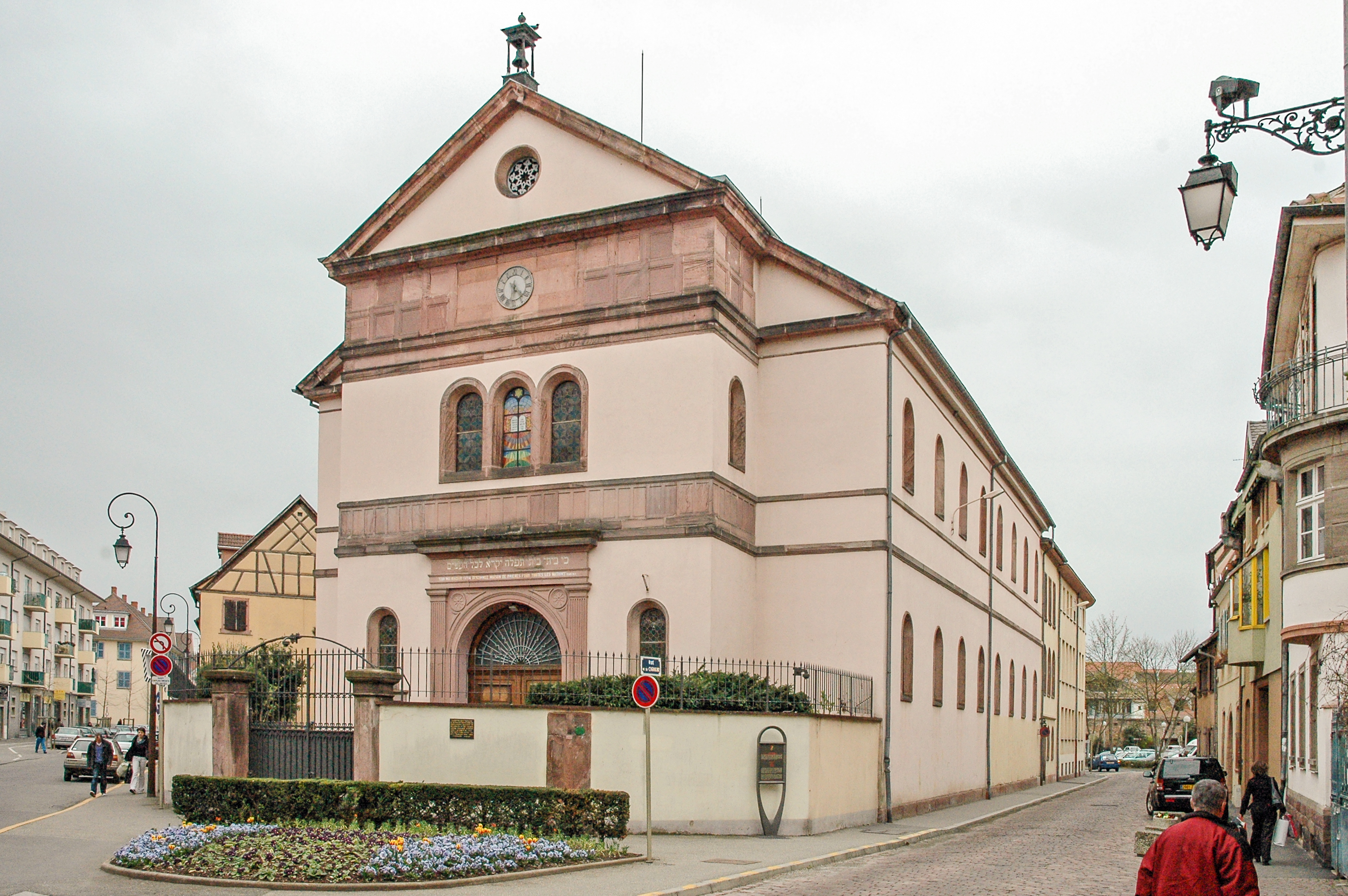
كنيس كولمار (1839)
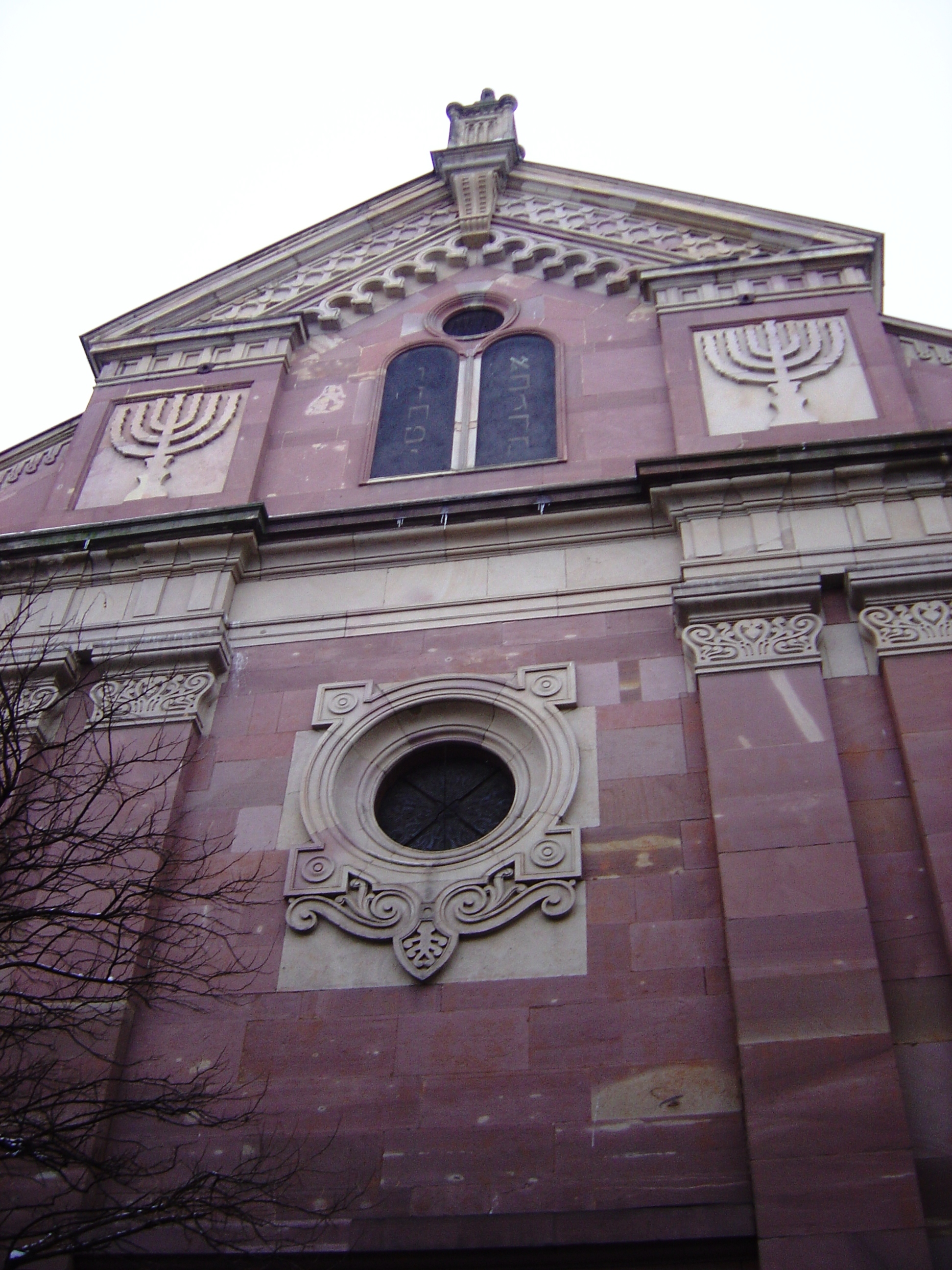
كنيس مولوز (1848)
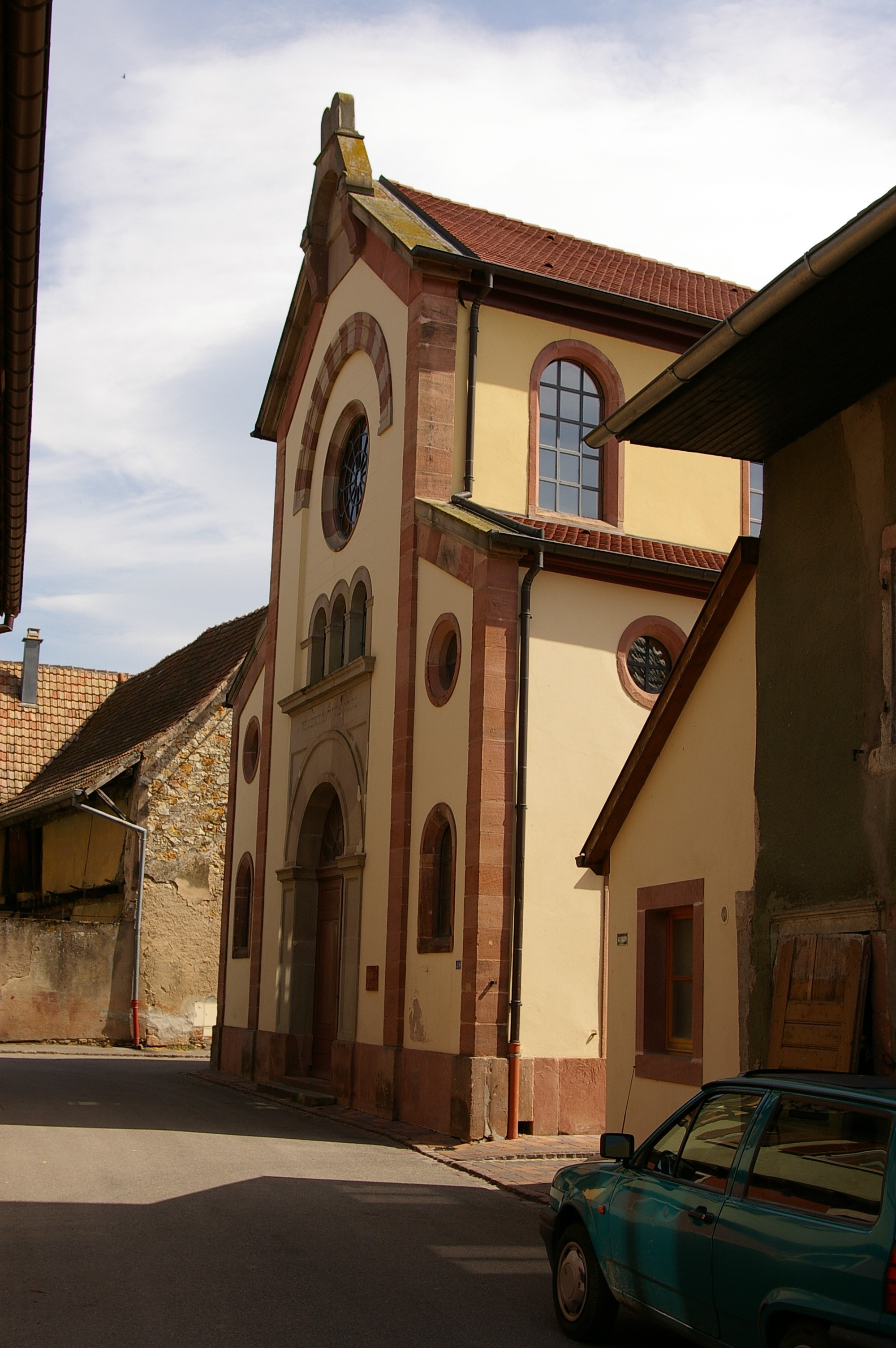
كنيس بيرغهايم، أوت رين (1863)
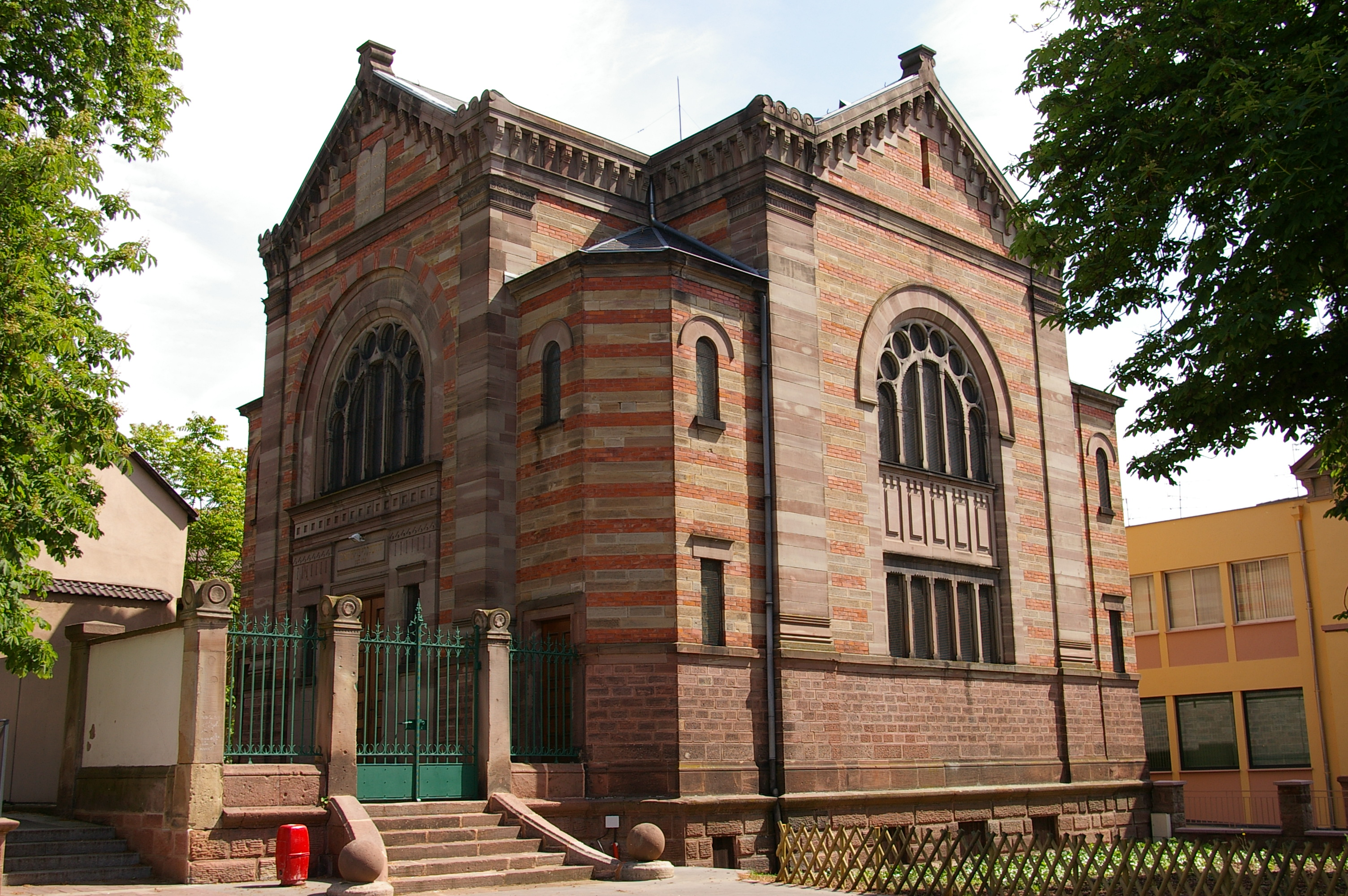
كنيس سيلستا (1890)
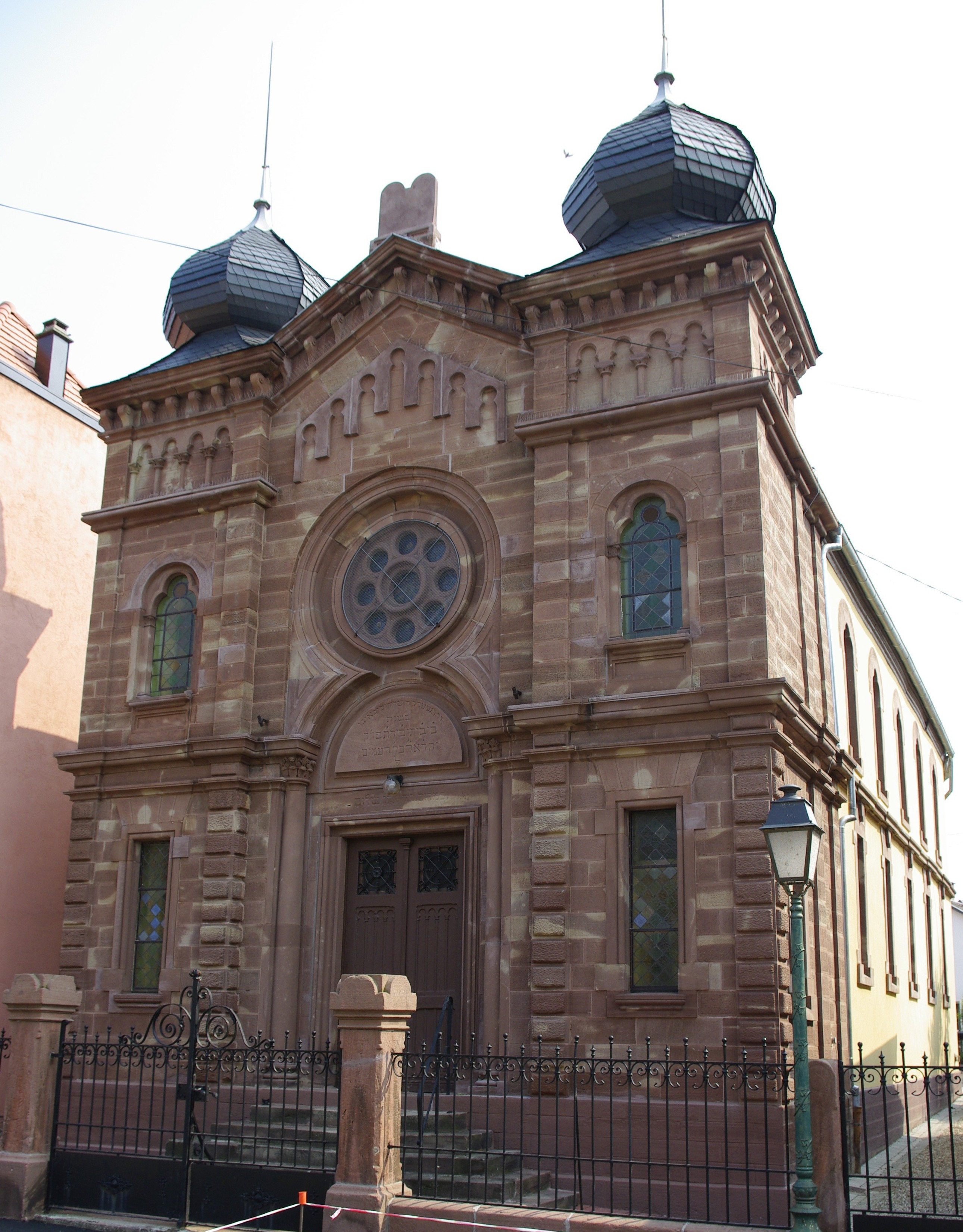
كنيس ولفيشيم (1897)
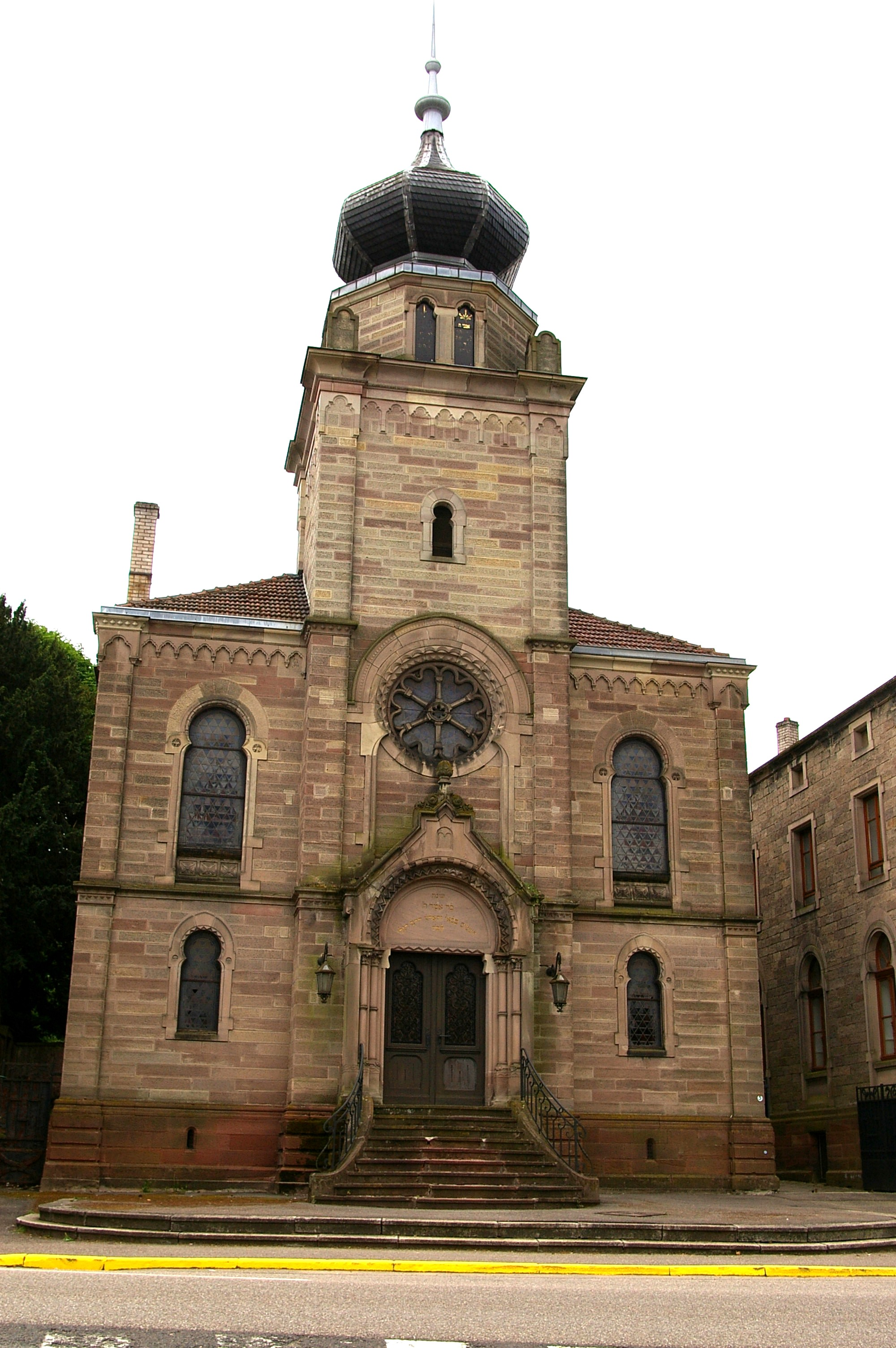
كنيس سافيرن (1900)
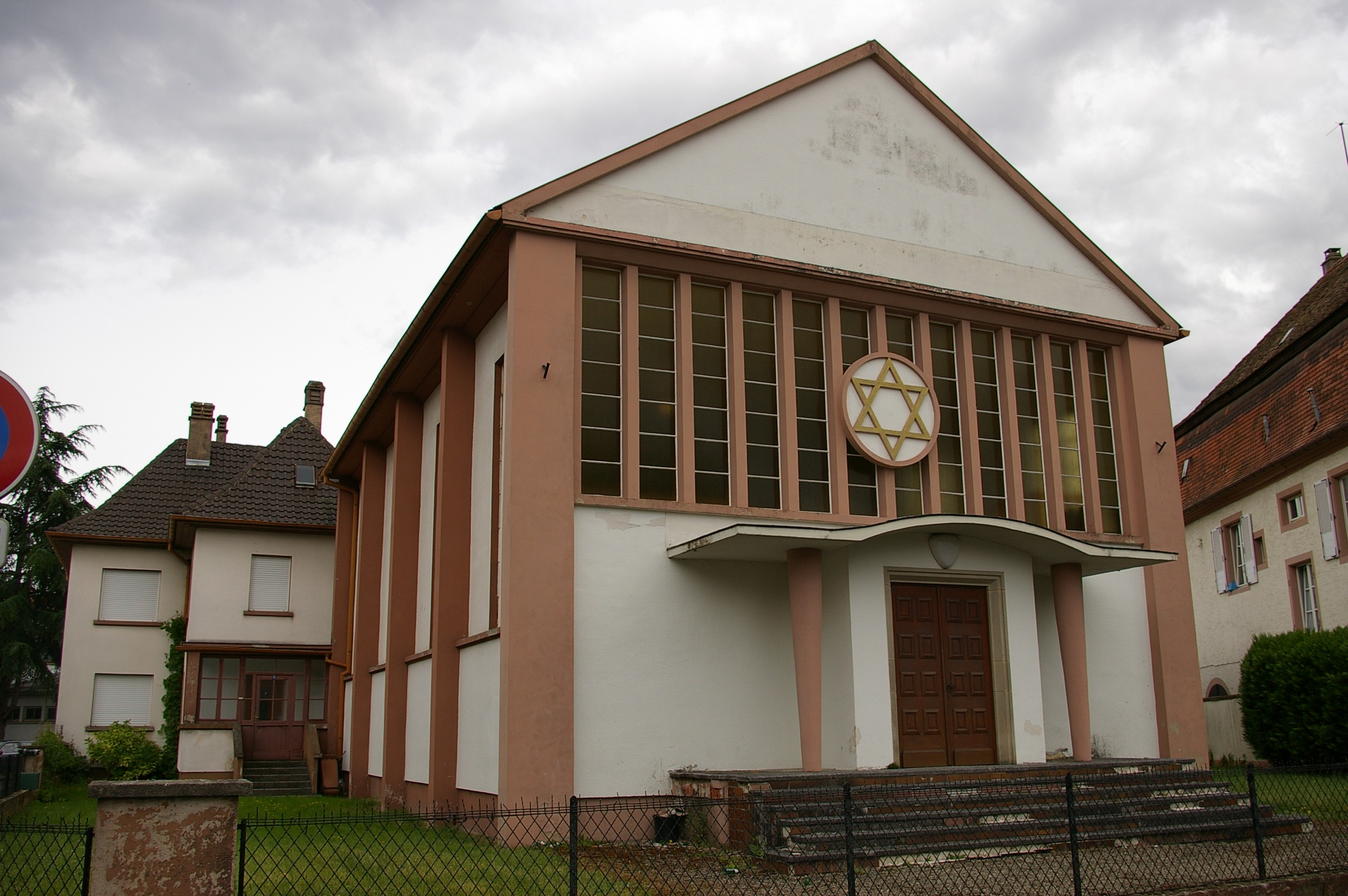
كنيس فيسمبورغ (1960)
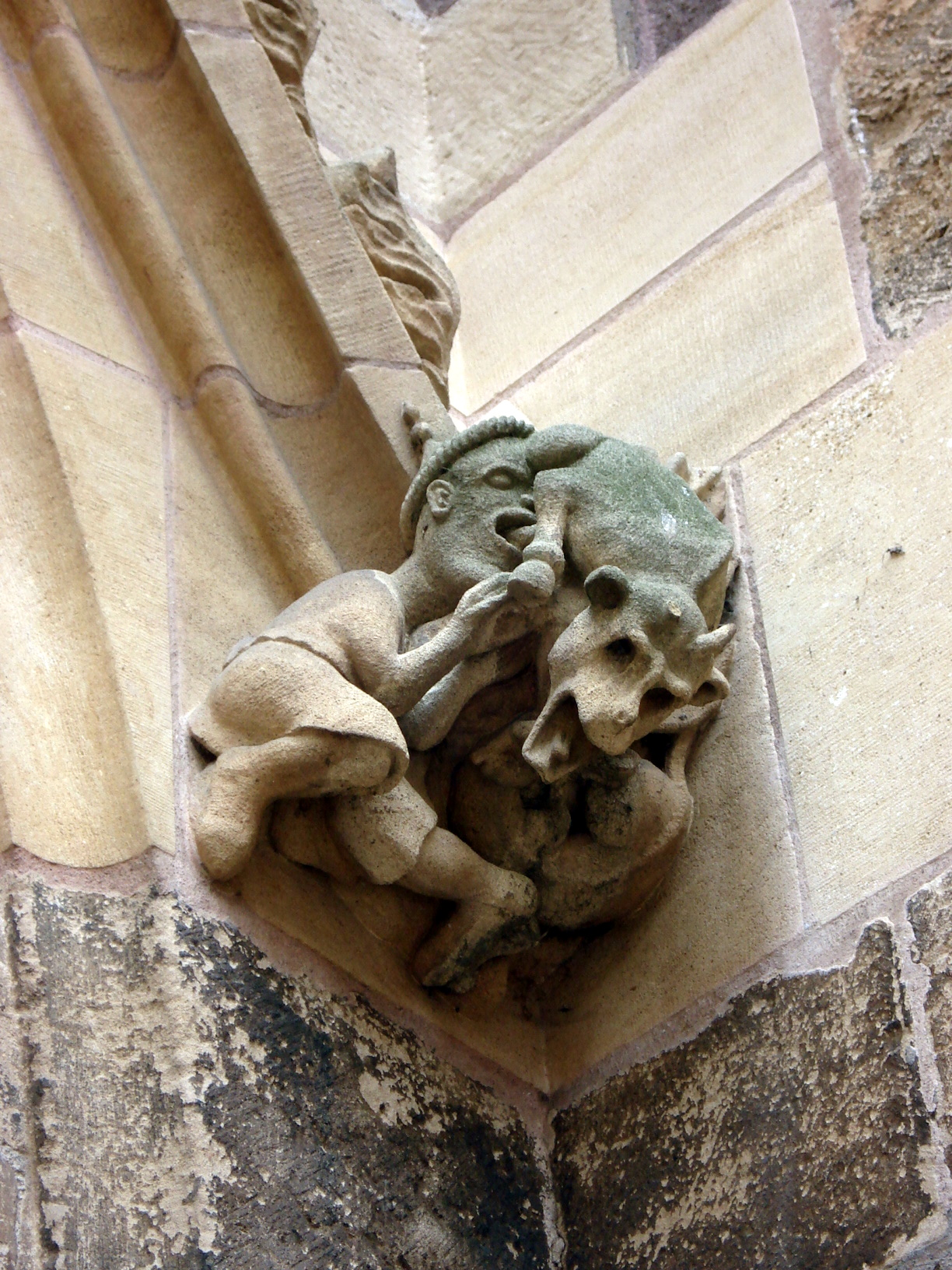
أحد " Judensäue " في كولمار
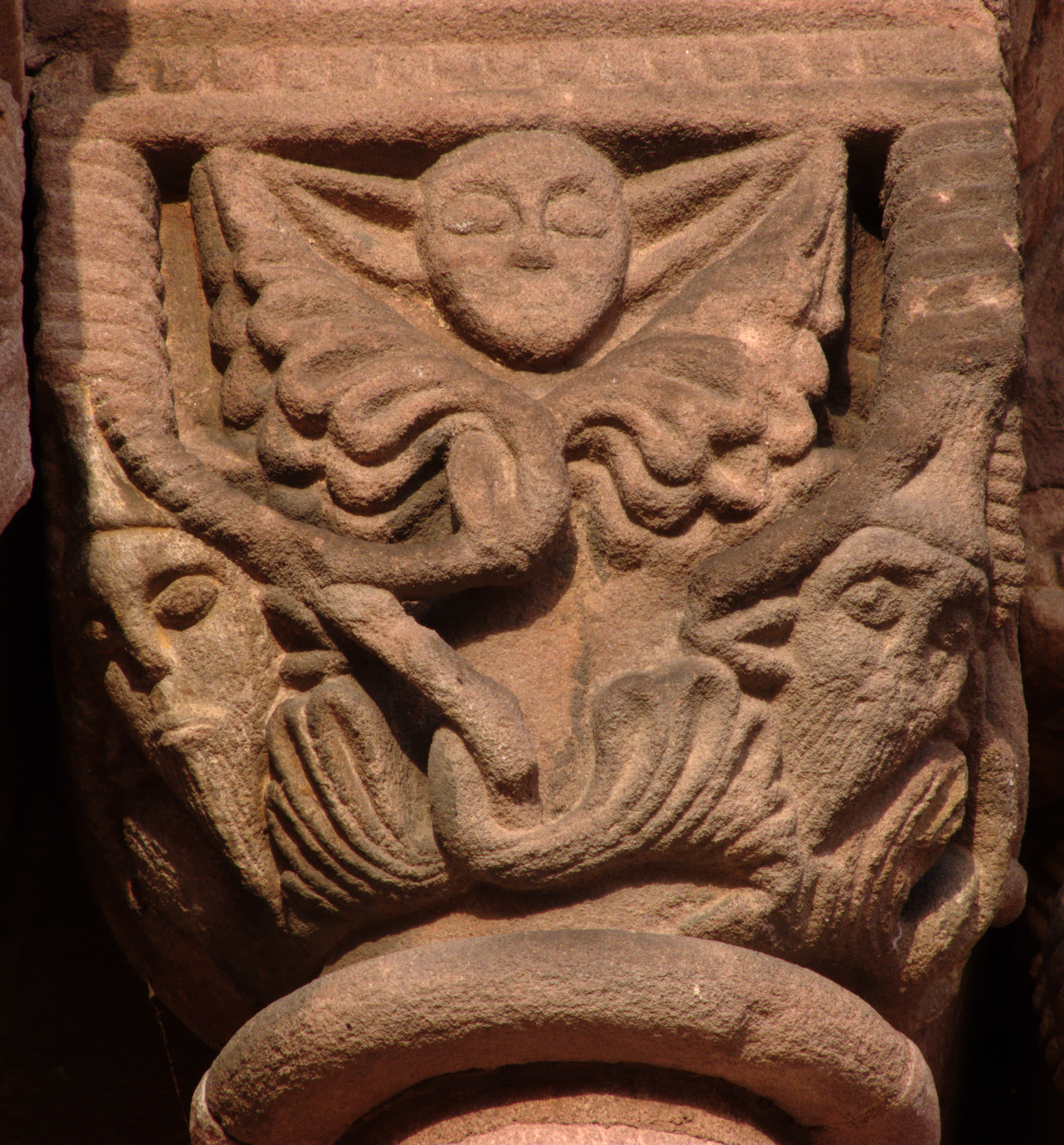
تاج روماني في سيجولسهايم يظهر يهودًا يرتدون قبعات مميزة في كل زاوية سفلية
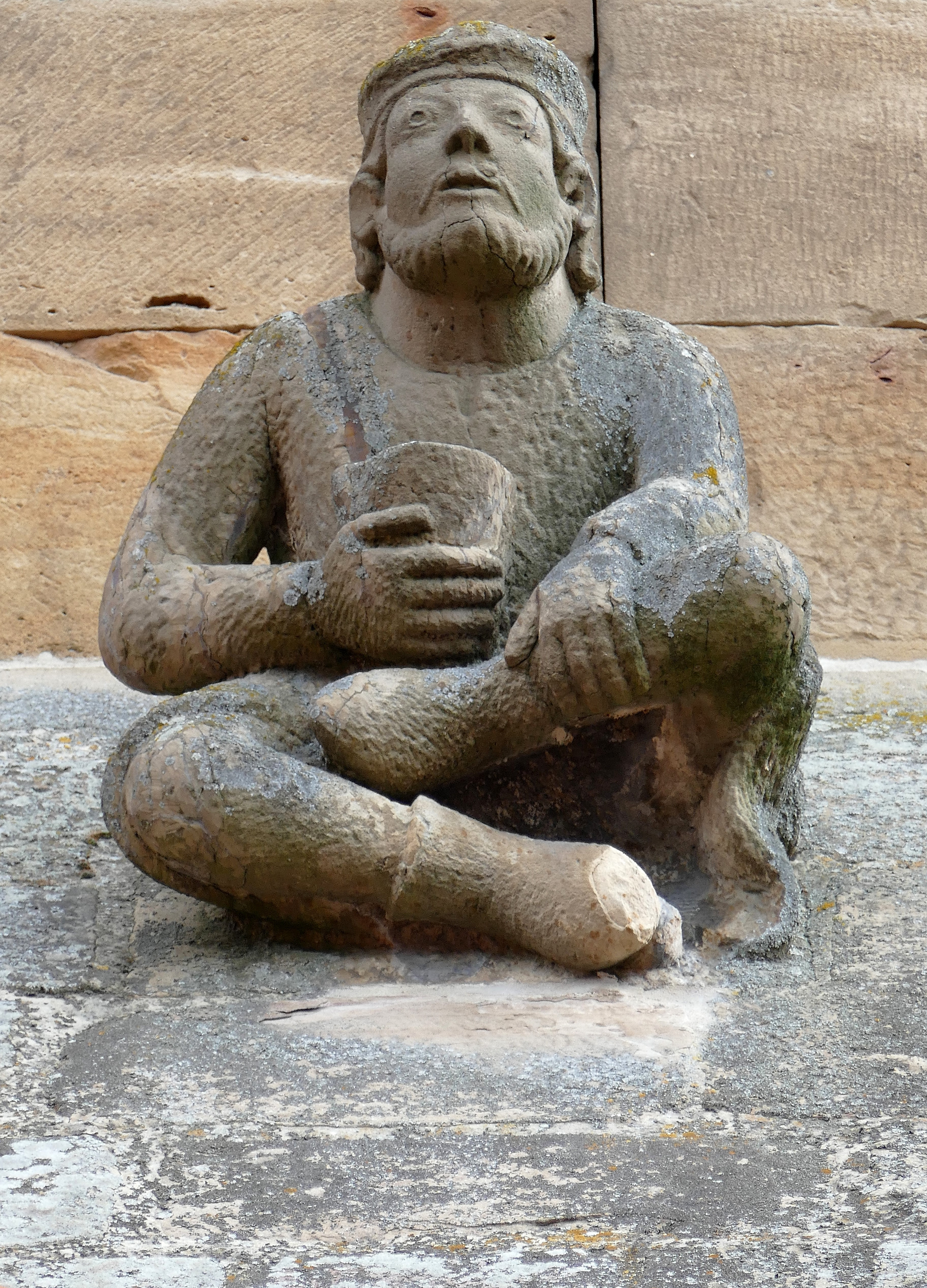
"اليهودي الذي يحمل محفظة نقود " في روشيم

## روابط خارجية
- تاريخ المجتمع اليهودي في الألزاس واللورين
- "الألزاس" (الموسوعة اليهودية)
- موقع يهودية الألزاس واللورين باللغة الفرنسية